# Uchpa
 (juillet 2017).
Si vous disposez d'ouvrages ou d'articles de référence ou si vous connaissez des sites web de qualité traitant du thème abordé ici, merci de compléter l'article en donnant les références utiles à sa vérifiabilité et en les liant à la section « Notes et références ».
Uchpa est un groupe de rock et de blues péruvien chantant en quechua. Il fut créé en 1991 à Ayacucho par Freddy Ortiz et Igor Montoya.

## Membres
- Freddy Ortiz : chant
- Juan Ezpinoza : wakrapuka

## Anciens membres
- Bram Willem : basse
- Igor Montoya
- Tampa
- Koki
- Jaime Pacheco

## Albums
- Qauka Kausay, 1994
- Wayrapim Kaprichpam, 1995
- Qukman Muskiy, 2000
- Lo Mejor De Uchpa, 2005
- Concierto, 2006